# L'École du courage
Pour plus de détails, voir Fiche technique et Distribution.
L'École du courage (The Shakedown) est un drame américain réalisé par William Wyler, sorti en 1929.

## Synopsis
Dave Roberts est un boxeur professionnel qui perd volontairement dans des matchs truqués. De ville en ville, il n'a pas d'autre choix que d'y participer. Jusqu'au jour où il rencontre une femme, Marjorie, et son fils. Dave les prend aussitôt sous son aile et il remet sa carrière en question...

## Fiche technique
- Titre original : The Shakedown
- Titre français : L'École du courage
- Réalisation : William Wyler
- Scénario : Charles Logue
- Montage : Richard Cahoon et Lloyd Nosler
- Musique : Joseph Cherniavsky
- Photographie : Jerome Ash et Charles J. Stumar
- Société de production et de distribution : Universal Pictures
- Pays de production :  États-Unis
- Format : Noir et blanc - 35 mm - 1,37:1 - Son : Mono
- Genre : drame
- Durée : 70 minutes
- Date de sortie : 
  - États-Unis : 10 mars 1929

## Distribution
- James Murray : Dave Roberts
- Barbara Kent : Marjorie
- Wheeler Oakman : le manager
- Jack Hanlon : Clem
- Harry Gribbon : Dugan